# جاكوبو كوفاتي
جاكوبو كوفاتي (بالإسبانية: Jacobo Koufatty) (30 يونيو 1993 بماتورين في فنزويلا - ) هو لاعب كرة قدم فنزويلي في مركز مهاجم ‏. لعب مع نادي موناغاس الرياضي.

## وصلات خارجية
- جاكوبو كوفاتي على موقع قاعدة بيانات كرة القدم.إي يو (الإنجليزية)
- جاكوبو كوفاتي على موقع ناشيونال فوتبول تيمز (الإنجليزية)
- جاكوبو كوفاتي على موقع Soccerway.com (الإنجليزية)
- جاكوبو كوفاتي على موقع AS.com (الإسبانية)